# Hilethera nigerica
Hilethera nigerica är en insektsart som först beskrevs av Boris Petrovich Uvarov 1926.  Hilethera nigerica ingår i släktet Hilethera och familjen gräshoppor. Inga underarter finns listade i Catalogue of Life.